# Forces navales libanaises
Les Forces navales libanaises constituent la composante marine des Forces armées libanaises. Fondées en 1950, elles sont composées de 1 700 hommes environ et disposent d'une quarantaine de petits navires situés dans les bases navales de Beyrouth et Jounieh.

## Inventaire
| Classe                                                            | Type                    | Origine             | Service                                                              | note                                                                                                  | Photos |
| ----------------------------------------------------------------- | ----------------------- | ------------------- | -------------------------------------------------------------------- | --- | ------ |
| Landing Craft Utility                                             |                         |                     |                                                                      | |        |
| Engin de débarquement d'infanterie et de chars (LOA 59,00 mètres) | Landing craft           | France              | 21-Sour 22-Damour                                                    | canon automatique de 20 mm Nexter M621                                                                |        |
| Patrouilleur                                                      |                         |                     |                                                                      | |        |
| Advanced Multimission Platform AMP 145 (LOA 43.50 mètres)         | Patrouilleur côtier     | États-Unis          |                                                                      | |        |
| (Sicherungsboot)34 mètres                                         | Bateau de police        | Allemagne           | 42-Amchit (ex-Bremen 2)                                              | hors service par manque de pièces détachées, et placé à terre à la base de jounieh pour la formation. |        |
| Classe Avel Gwalarn (LOA 30.35 mètres/28 nœuds)                   | Vedette de patrouille   | France              | 43-Al-Kalamoun (ex-DF 41)                                            | canon automatique de 20 mm Nexter M621                                                                |        |
| Classe Todendorf (LOA 28,90 mètres)                               | Bateau de police        | Allemagne           | 41-Tabarja (ex-Y838 Bergen)                                          | canon automatique de 20 mm Nexter M621                                                                |        |
| Fassmer FPB 20 (en) (LOA 20,00 mètres)                            | Bateau de police        | Allemagne           | 308-Nakoura (ex-Bremen 9)                                            | canon automatique de 20 mm Nexter M621 Canon à eau                                                    |        |
| Classe Attacker (en) (LOA 20,00 mètres)                           |                         | Royaume-Uni         | 301-Trablous 302-Jounieh 304-Jbeil 305-Beirut 306-Saida 307-Sarafand | canon automatique de 20 mm Nexter M621                                                                |        |
| Bateau d'interception rapide                                      |                         |                     |                                                                      | |        |
| Phenix 55 FPB (17 mètres/46 nœuds)                                | Speed-boat              | Liban               | Sannine                                                              | |        |
|                                                                   | Speed-boat              | Émirats arabes unis | 4*16 mètres 6*12 mètress                                             | |        |
| Medium Yacht (Capturé à un passeur de droque)                     |                         |                     | 501-Imanuella                                                        | |        |
| Petit bateau de soutien                                           |                         |                     |                                                                      | |        |
| Watercraft 45 ft (13.7 mètres)                                    |                         | Royaume-Uni         | 4                                                                    | |        |
| Canonnière (11 mètres)                                            | RHIB                    | États-Unis          | 8                                                                    | |        |
| MK2 Bridge Erection Boat/ Combat Support Boats (8.24 mètres)      |                         | Royaume-Uni         | 27                                                                   | |        |
| Bateau scientifique                                               |                         |                     |                                                                      | |        |
| (7.5 mètres)                                                      | Bâtiment hydrographique | Italie              | 1                                                                    | équipement électronique sophistiqué pour effectuer des mesures sous-marines                           |        |